# Allograpta hypoxantha
Allograpta hypoxantha är en tvåvingeart som först beskrevs av Mario Bezzi 1923.  Allograpta hypoxantha ingår i släktet Allograpta och familjen blomflugor. Inga underarter finns listade i Catalogue of Life.